# Chronologie de l'énergie solaire photovoltaïque
 (février 2016).
Si vous disposez d'ouvrages ou d'articles de référence ou si vous connaissez des sites web de qualité traitant du thème abordé ici, merci de compléter l'article en donnant les références utiles à sa vérifiabilité et en les liant à la section « Notes et références ».
- Europe
- Amériques
- Moyen-orient et Afrique
- Asie et Océanie
- Chine
- Reste du Monde

Le développement de l'énergie solaire photovoltaïque connaît une croissance exponentielle depuis plus de 20 ans à l’échelle mondiale. À partir des années 1990, l'énergie solaire photovoltaïque a évolué d'un simple marché de niche vers une source de production d'électricité à échelle industrielle. Durant sa phase initiale de développement, l'énergie des panneaux photovoltaïques, reconnue en tant que source d'énergie renouvelable prometteuse a bénéficié de subventions, notamment sous la forme de tarif de rachat, afin d'attirer les investissements.

## Description
Lors de ses débuts, le développement était limité au Japon et aux pays européens. Cependant, les améliorations techniques et les économies d'échelles réalisées par la suite ont permis de réduire les coûts de cette technologie, notamment à la suite du développement de la production des capteurs solaires en Chine. Depuis, l'énergie solaire photovoltaïque se répand rapidement à l'échelle mondiale, elle a notamment atteint la parité réseau dans une trentaine de pays.
À la fin de 2014, la capacité photovoltaïque totale installée était de plus de 178 gigawatts (GW), couvrant environ 1 % de la demande électrique mondiale. En Italie et en Allemagne, l'énergie solaire photovoltaïque a couvert respectivement en 2014 7,9 % et 7 % de la demande domestique. Les projections prévoient pour 2015 l'installation de 55 GW supplémentaires. À plus long terme, il est prévu un doublement, voire un triplement de la capacité installée à l'horizon 2020, au-delà des 500 GW. Si l'on inclut l'énergie solaire thermodynamique certains scénarios prévoient que d'ici 2050 l'énergie solaire sera la première source d'énergie électrique dans le monde, le photovoltaïque et le solaire thermodynamique couvrant respectivement 16 et 11 % de la demande totale. Si ces scénarios se réalisent, la capacité installée projetée serait de 4 600 GW, dont plus de la moitié en Chine et en Inde.

## Historique

### Années 1839-1899
- 1839 - Alexandre Edmond Becquerel découvre l'effet photovoltaïque à l'aide d'une électrode plongée dans une solution conductrice exposée à la lumière.
- 1873 - Willoughby Smith découvre la photoconductivité du sélénium.
- 1877 - W.G. Adams et R.E. Day observent l'effet photovoltaïque sur du sélénium solidifié. Ils publient The action of light on selenium, Proceedings of the Royal Society, A25, 113.
- 1878 - Augustin Mouchot présente un générateur solaire à l'exposition universelle de Paris en 1878.
- 1883 - Charles Fritts Développe une cellule solaire utilisant du sélénium sur une couche mince d'or et obtient un taux de conversion (souvent appelé également rendement ou efficacité) de 1 %[4].
- 1887 - Heinrich Hertz conduit des recherches sur la photoconductivité de l'ultraviolet et découvre l'effet photoélectrique.
- 1887 - James Moser découvre les cellules solaires à colorant.
- 1888-91 - Aleksandr Stoletov réalise les premières cellules solaires se basant sur l'effet photoélectrique.

### 1900–1929
- 1904 - Wilhelm Hallwachs réalise une cellule solaire avec une jonction faite à patir d'un semiconducteur (Cuivre/oxyde de Cuivre I )
- 1905 - Albert Einstein explique l'effet photoélectrique et reçoit pour cela le Prix Nobel de physique 1921.
- 1916 - Robert Andrews Millikan confirme par ses travaux les prédictions d'Einstein. Il recevra le Prix Nobel de Physique 1923.
- 1918 - Jan Czochralski découvre le procédé du même nom permettant de produire des cristaux monocristallins de dimensions importantes. Cette technologie est largement utilisée pour l'informatique, ainsi que dans les cellules en silicium monocristallin.

### 1930–1959
- 1932 - Audobert et Stora découvrent l'effet photovoltaïque du séléniure de cadmium, toujours utilisé de nos jours.
- 1948 - Gordon Teal et John Little adaptent la méthode Czochralski de croissance du cristal pour produire du germanium monocristallin, et plus tard du silicium monocristallin[5]
- années 1950 - Les laboratoires Bell produisent des panneaux solaires pour des activités spatiales
- 1953 - Gerald Pearson commence la recherche sur des cellules photovoltaïques lithium-silicium
- 1954 - Le 25 avril 1954, les laboratoires Bell annoncent la première cellule solaire en silicium d'intérêt pratique, d'une surface de 2 cm2 et d'une efficacité de 6 %[6],[7],[8].
- 1955 - Hoffman Electronics vend une cellule à 2 % d'efficacité pour 25 $ par cellule.
- 1957 -  Hoffman Electronics crée une cellule solaire à 8 % d'efficacité.
- 1958 - Vanguard I est le premier satellite utilisant l'énergie solaire, avec un panneau de 100 cm2 et 0,1 W.
- 1959 - Hoffman Electronics réalise une cellule solaire commerciale à 10 % d'efficacité, et introduit l'utilisation de grilles, ce qui réduit la résistance des cellules.

### 1960–1979
- 1960 - Hoffman Electronics crée une cellule avec une efficacité de conversion de 14 %.
- 1961 - Une conférence de l'ONU a pour titre « L'énergie solaire dans le monde en développement ».
- 1962 - Le satellite de communication Telstar 1 est alimenté par des cellules solaires.
- 1967 - Soyouz 1 est la première mission habitée alimentée par des cellules solaires.
- 1967 - Akira Fujishima découvre l'effet Honda-Fujishima utilisé pour l'hydrolyse des cellules photoélectrochimiques.
- 1968 - Roger Riehl introduit la première montre-bracelet solaire[9].
- 1970 - Les premières cellules véritablement efficaces à hétérostructure en Arsénure de Gallium  sont créées par Zhores Alferov et son équipe soviétique[10],[11],[12].
- 1971 - La station Saliout 1 est alimentée par des panneaux solaires.
- 1973 - La station Skylab est également alimentée par des panneaux solaires.
- 1974 - Un centre de recherche sur l'énergie solaire est ouvert en Floride[13].
- 1976 - David Carlson et Christopher Wronski de la société RCA Laboratories créent les premières cellules en silicium amorphe, qui ont une efficacité de conversion de 2,4 %.
- 1977 - Le National Renewable Energy Laboratory entre en action dans le Colorado.
- 1977 - La production photovoltaïque mondiale dépasse des 500 kW.
- 1978 - Premières calculatrices solaires[14].

À la suite du deuxième choc pétrolier ayant lieu vers 1979, le grand public commence à s'intéresser à l'énergie solaire.

### 1980–1999

Le prix des cellules en silicium a connu une baisse importante, ici de 1977 à 2015.

Loi de Swanson: le prix diminue de 20% à chaque doublement de la capacité photovoltaïque installée.

Part de marché de la production annuelle des différentes technologies photovoltaïques : Silicium monocristallin, polycristallin ou film fin.

- 1980 - La première cellule solaire à film fin est réalisée à l'université du Delaware, et dépasse les 10 % d'efficacité, en utilisant une technologie Cu2S/CdS.
- 1982 - Kyocera commence la production à grande échelle de silicium polycristallin, en coulant le silicium, ce qui est la méthode largement utilisée dans les années 2010.
- 1983 - La production d'énergie photovoltaïque dépasse les 21,3 MW, et les ventes les 250 M$.
- 1985 - Des cellules en silicium atteignent les 20 % d'efficacité à l'université de Nouvelle-Galles du Sud.
- 1988 - Michael Grätzel et Brian O'Regan réalisent la première cellule Grätzel, à un prix inférieur de moitié aux cellules classiques.
- 1989 - Les premiers concentrateurs solaires sont utilisés avec des cellules solaires.
- 1990 - La cathédrale de Magdebourg installe des panneaux solaires sur son toit : c'est la première installation de ce type en Allemagne de l'Est.
- 1991 - Les premières cellules photoélectrochimiques utilisables sont réalisées.
- 1992 - L'université du Sud de la Floride obtient une efficacité de 15,89 % avec une cellule sur film fin.
- 1994 - Le NREL développe une cellule multijonction (2 jonctions) GaInP/GaAs et dépasse les 30 % d'efficacité de conversion pour la première fois.
- 1996 - L'école Polytechnique Fédérale de Lausanne obtient une efficacité de 11 % avec une dye-sensitized cell utilisant l'effet photoélectrochimique.
- 1999 - La puissance photovoltaïque installée atteint 1 GW dans le monde.

### 2000-aujourd'hui

Croissance de la capacité photovoltaïque installée dans le monde sur une échelle semi-logarithmique.

Image animée illustrant le nombre de watts solaires par personne en Europe de 1992 à 2014.

- 2003 - George W. Bush installe un système photovoltaïque de 9 kW ainsi qu'un système solaire thermique pour la Maison Blanche[15].
- 2004 - Arnold Schwarzenegger, gouverneur de Californie, lance une initiative pour couvrir 1 million de toits de panneaux solaires d'ici à 2017
- 2006 - L'utilisation du silicium polycristallin pour l'énergie solaire dépasse tous les autres utilisations de cette forme de silicium.
- 2008 - Des chercheurs du National Renewable Energy Laboratory obtiennent un taux de conversion de 40,8 %, sous une lumière concentrée de 326 soleils et utilisant une cellule tri-jonction[16].
- 2012 - Des chercheurs de l'Université de technologie de Chine méridionale obtiennent un rendement de 9,31 % sur une cellule organique[17].
- 2014 - Au Chili, le gouvernement de Michelle Bachelet lance un plan pour l'énergie solaire qui vise au moins 70 % d'énergies renouvelables en 2050.
- 2016 - Le fabricant allemand SolarWorld obtient une efficacité de conversion de 22 % sur du silicium monocristallin PERC[18].
- 2017 - La part d'énergie photovoltaïque est de 1,6 % en France. EDF vise à atteindre 30 GW entre 2020 et 2035[19].
- 2017 - Le fabricant chinois LongiSolar obtient une efficacité de conversion de 22,71 % sur de la production de masse, pour des cellules Perc monocristallines[20].
- 2017 - Au Burkina Faso, la centrale solaire de Zagtouli est inaugurée à proximité de Ouagadougou. Elle produit 33 MWc, soit 5 % des besoins électriques du pays avec 130 000 panneaux solaires. Financée et construite par des organisations européennes, c'est la plus grande centrale d'Afrique de l'Ouest[21].
- 2018 - Des chercheurs de l'école polytechnique fédérale de Lausanne et du centre suisse d'électronique et de microtechnique obtiennent un rendement de conversion de 25,2 % avec des cellules tandem en silicium et en matériau de type pérovskite[22].

| Année | Capacité cumulée | Capacité installée dans l'année | Croissance annuelle |
| ----- | ---------------- | ------------------------------- | ------------------- |
| 2010  | 40 336           | 17 151                          | 134 %               |
| 2011  | 70 469           | 30 133                          | 76 %                |
| 2012  | 100 504          | 30 011                          | 0 %                 |
| 2013  | 138 856          | 38 352                          | 28 %                |
| 2014  | 178 391          | 40 134                          | 5 %                 |

Puissance photovoltaïque installée par habitant.
absence de données/inconnu
<10 watts par habitant
10–100 watts par habitant
100–200 watts par habitant
200–400 watts par habitant
>400 watts par habitant

| Capacité totale | Capacité totale | Capacité totale |
| --------------- | --------------- | --------------- |
| 1.              | Allemagne       | 38 200          |
| 2.              | Chine           | 28 199          |
| 3.              | Japon           | 23 300          |
| 4.              | Italie          | 18 460          |
| 5.              | États-Unis      | 18 280          |
| 6.              | France          | 5 660           |
| 7.              | Espagne         | 5 358           |
| 8.              | Royaume-Uni     | 5 104           |
| 9.              | Australie       | 4 136           |
| 10.             | Belgique        | 3 074           |

| Capacité installée en 2014 | Capacité installée en 2014 | Capacité installée en 2014 |
| -------------------------- | -------------------------- | -------------------------- |
| 1.                         | Chine                      | 10 560                     |
| 2.                         | Japon                      | 9 700                      |
| 3.                         | États-Unis                 | 6 201                      |
| 4.                         | Royaume-Uni                | 2 273                      |
| 5.                         | Allemagne                  | 1 900                      |
| 6.                         | France                     | 927                        |
| 7.                         | Australie                  | 910                        |
| 8.                         | Corée du Sud               | 909                        |
| 9.                         | Afrique du Sud             | 800                        |
| 10.                        | Inde                       | 616                        |

| Rapport | Cumulée (MWp) | Installée (MWp) | Fin d'année | Date de publication | Type         | Ref    |
| --- | ------------- | --------------- | ----------- | ------------------- | ------------ | ------ |
| IEA-PVPS snapshot | >177 000      | >38 700         | 2014        | mars 2015           | préliminaire | [ 24 ] |
| SPE outlook(a) | 178 391       | 40 134          | 2014        | juin 2015           | détaillée    | [ 1 ]  |
| IEA-PVPS trends | –             | –               | 2014        | octobre 2015        | final        | –      |
| Aperçu des installations annuelles et des données mondiales cumulées par ordre chronologique (a) La SPE a également noté que la production globale d'énergie photovoltaïque était beaucoup plus élevée en 2014, aux alentours de 44–46 GW. |               |                 |             |                     |              |        |

En 2014, la capacité photovoltaïque installée s'est élevée à 40,1 GW, soit une augmentation de 28 % de la puissance installée pour un total de plus de 178 GW. Cette capacité installée permet de couvrir 1 % de la consommation électrique mondiale totale qui s'élève à 18 400 TWh,. Jamais auparavant une capacité si importante n'avait été installée au cours d'une année. Par rapport à 2013, cela représente une augmentation de 5 % de la puissance annuelle installée, avec 38,5 GW installés cette année là.

### Projections

L'énergie solaire photovoltaïque devrait devenir plus rentable que les autres sources d'émissions.
Vert : parité de coût atteinte avant 2014
Bleu : parité atteinte après 2014
Brun : parité atteinte uniquement lors de pics de consommation
Orange : photovoltaïque encore plus cher que les autres sources d'énergie.

La parité réseau, qui correspond à un coût de production de l'énergie solaire photovoltaïque égal ou inférieur au prix de vente de l'électricité, devrait être atteinte en France en 2020 ; ce concept ne tient pas compte des coûts d'intégration au réseau de la production d'électricité photovoltaïque, en particulier du coût des dispositifs nécessaires pour compenser l'intermittence de la production solaire (moyens de production modulables ou stockage) ; ces coûts sont très variables selon le contexte local, en général beaucoup plus élevés dans les régions septentrionales qu'au sud.